# VH1 Storytellers
Storytellers es un programa de televisión de la cadena VH1 que cuenta con actuaciones en directo.
En cada episodio los artistas invitados actúan frente a un público reducido, y cuentan historias, memorias y experiencias mientras tocan sus canciones, con un formato similar al de MTV Unplugged. Comenzó en 1996 con la actuación de Ray Davies, durante su gira llamada "Storyteller", de donde sacó el nombre.
Se han emitido más de 70 episodios y muchas de las grabaciones han sido lanzados posteriormente en CD o DVD. 

## Artistas que han actuado en VH1 Storytellers
| Episodio | Nombre                               | Fecha                    |
| -------- | ------------------------------------ | ------------------------ |
| 01       | Ray Davies                           | 20 de febrero de 1996    |
| 02       | Jackson Browne                       | 18 de abril de 1996      |
| 03       | Elvis Costello                       | 29 de mayo de 1996       |
| 04       | Sting                                | 15 de julio de 1996      |
| 05       | The Black Crowes                     | 27 de agosto de 1996     |
| 06       | Melissa Etheridge                    | 13 de septiembre de 1996 |
| 07       | Lyle Lovett                          | 21 de octubre de 1996    |
| 08       | Garth Brooks                         | 20 de octubre de 1996    |
| 09       | Bee Gees                             | 25 de noviembre de 1996  |
| 10       | James Taylor                         | 26 de marzo de 1997      |
| 11       | Phil Collins                         | 14 de abril de 1997      |
| 12       | Willie Nelson & Johnny Cash          | 12 de mayo de 1997       |
| 13       | John Fogerty                         | 6 de junio de 1997       |
| 14       | Counting Crows                       | 12 de agosto de 1997     |
| 15       | Billy Joel                           | 1 de septiembre de 1997  |
| 16       | Elton John                           | 19 de septiembre de 1997 |
| 17       | Paul Simon                           | 20 de octubre de 1997    |
| 18       | Sarah McLachlan con Paula Cole       | 29 de enero de 1998      |
| 19       | Shawn Colvin                         | 27 de marzo de 1998      |
| 20       | Rod Stewart                          | 28 de abril de 1998      |
| 21       | Culture Club                         | 2 de mayo de 1998        |
| 22       | Bonnie Raitt                         | 12 de mayo de 1998       |
| 23       | Ringo Starr                          | 13 de mayo de 1998       |
| 24       | Stevie Nicks                         | 18 de agosto de 1998     |
| 25       | Sheryl Crow                          | 20 de agosto de 1998     |
| 26       | Natalie Merchant                     | 14 de septiembre de 1998 |
| 27       | John Mellencamp                      | 1 de octubre de 1998     |
| 28       | Meat Loaf                            | 5 de octubre de 1998     |
| 29       | R.E.M.                               | 23 de octubre de 1998    |
| 30       | Tori Amos                            | 24 de octubre de 1998    |
| 31       | Tony Bennett & Backstreet Boys       | 25 de octubre de 1998    |
| 32       | Dave Matthews Featuring Tim Reynolds | 24 de marzo de 1999      |
| 33       | Tom Petty                            | 31 de marzo de 1999      |
| 34       | Tom Waits                            | 1 de abril de 1999       |
| 35       | Jewel                                | 9 de junio de 1999       |
| 36       | The Pretenders                       | 25 de junio de 1999      |
| 37       | Def Leppard                          | 26 de julio de 1999      |
| 38       | Alanis Morissette                    | 26 de julio de 1999      |
| 39       | Lenny Kravitz                        | 22 de agosto de 1999     |
| 40       | David Bowie                          | 23 de agosto de 1999     |
| 41       | Wyclef Jean y amigos                 | 7 de septiembre de 1999  |
| 42       | Eurythmics                           | 218 de agosto de 1999    |
| 43       | Steely Dan                           | 1 de febrero de 2000     |
| 44       | Crosby, Stills, Nash & Young         | 18 de febrero de 2000    |
| 45       | Don Henley                           | 19 de febrero de 2000    |
| 46       | Stone Temple Pilots                  | 8 de marzo de 2000       |
| 47       | Duran Duran                          | 25 de junio de 2000      |
| 48       | No Doubt                             | 10 de agosto de 2000     |
| 49       | Smashing Pumpkins                    | 24 de agosto de 2000     |
| 50       | Bon Jovi                             | 22 de septiembre de 2000 |
| 51       | A tribute to The Doors               | 26 de septiembre de 2000 |
| 52       | Matchbox Twenty                      | 9 de febrero de 2001     |
| 53       | Billy Idol                           | 19 de abril de 2001      |
| 54       | Electric Light Orchestra             | 20 de abril de 2001      |
| 55       | Train & Fuel                         | 17 de junio de 2001      |
| 56       | Goo Goo Dolls                        | 12 de abril de 2002      |
| 57       | Robert Plant                         | 14 de julio de 2002      |
| 58       | Travis                               | 2003                     |
| 59       | Coldplay                             | 2005                     |
| 60       | Green Day                            | 5 de junio de 2005       |
| 61       | Dave Matthews Band                   | 2005                     |
| 62       | Bruce Springsteen                    | 23 de abril de 2005      |
| 63       | Pearl Jam                            | 2006-07-01               |
| 64       | Dixie Chicks                         | 2006-10-28               |
| 65       | Jay-Z                                | 2007-11-08               |
| 66       | Mary J. Blige                        | 2008-02-25               |
| 67       | Kid Rock                             | 2008-11-27               |
| 68       | Kanye West                           | 2009-02-28               |
| 69       | Hanson                               | 2009                     |
| 70       | Pete Townshend                       | 2009                     |
| 71       | Foo Fighters                         | 2009                     |
| 72       | ZZ Top                               | 2009                     |
| 73       | John Mayer                           | 2009-12-10               |
| 74       | Christina Aguilera                   | 2010-05-05               |
| 75       | Kings of Leon                        | 2011-05-13               |
| 76       | Cee-Lo Green                         | 2011-05-20               |
| 77       | Death Cab for Cutie                  | 2011-05-27               |
| 78       | My Morning Jacket                    | 2011-06-03               |
| 79       | Ray LaMontagne                       | 2011-06-10               |
| 80       | Maxwell                              | 2011-06-17               |
| 81       | Jill Scott                           | 05-12-2012               |
| 82       | Jason Mraz                           | 06-01-2012               |
| 83       | Norah Jones                          | 06-08-2012               |
| 84       | Grace Potter and the Nocturnals      | 06-15-2012               |
| 85       | Taylor Swift                         | 11-11-2012               |
| 86       | Alicia Keys                          | 11-12-2012               |
| 87       | P!nk                                 | 11-13-2012               |
| 88       | Ed Sheeran                           | 01-24-2015               |